# Sepp Ebelseder
Josef „Sepp“ Ebelseder (* 8. Februar 1928; † 14. September 2014 in Hamburg) war ein österreichischer Journalist, der viele Jahre als Korrespondent, Reporter und Rechercheur der deutschen Zeitschrift „Der Stern“ arbeitete.

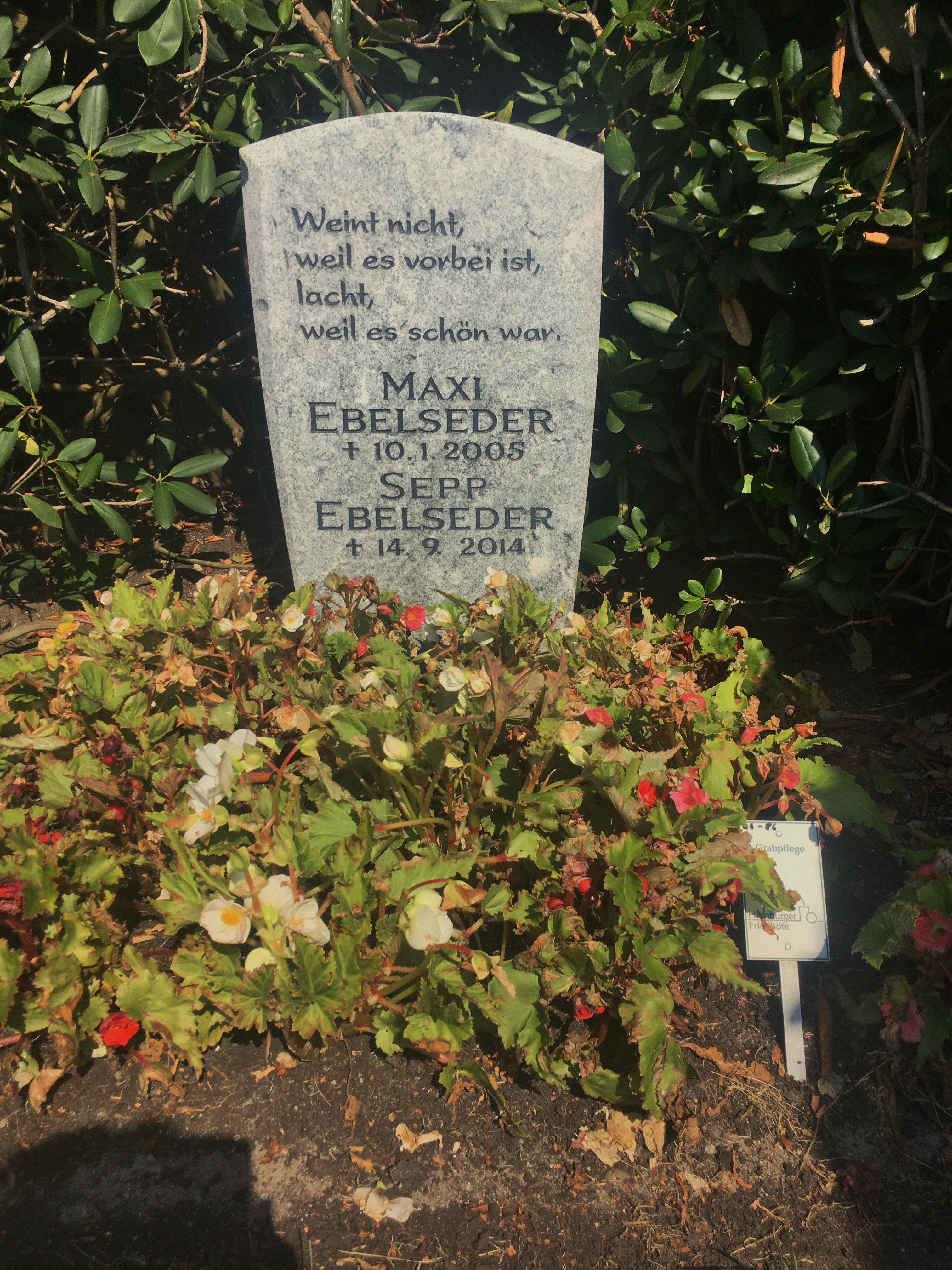
Grabstätte auf dem Friedhof Ohlsdorf

Daneben trat er auch als Buchautor hervor. Er berichtete als Reporter aus Krisengebieten und zu bundesrepublikanischen Skandalen wie dem Octogon-Trust, dem HS-30-Skandal, dem Gewerkschafts-Baukonzern Neue Heimat und über den Quick-Chefredakteur Heinz van Nouhuys.

## Privatleben
Ebelseder war verheiratet mit dem Model Maxi Ebelseder († 10. Januar 2005). Das Paar wohnte in St. Florian und Winterhude. Sepp Ebelseber verstarb 86-jährig und wurde auf dem Friedhof Ohlsdorf an der Seite seiner Frau beigesetzt. Die Grabstätte liegt im Planquadrat Q 6 oberhalb des Hamburgischen Gedächtnisfriedhofs.

## Publikationen
- mit Michael Seufert: Vier Jahreszeiten – Hinter den Kulissen eines Luxushotels (Europäische Verlagsanstalt, Hamburg 2002) (ISBN 978-3-434-52597-4)
- mit Peter Juppenlatz: Schmutziges Geld – Die Ohnmacht des Staates gegenüber Wirtschafts- und Steuerkriminalität (Goldmann, 1984) (ISBN 3-442-11532-9)